# Avenida Guillermo León Valencia
La Avenida Guillermo León Valencia, también conocida como Carrera 19, es la vía arterial más importante de la ciudad de Armenia, Colombia. A lo largo de sus 4 kilómetros, concentra el mayor flujo vehicular de la ciudad. Esta avenida lleva el nombre de Guillermo León Valencia, presidente de Colombia durante la creación del departamento del Quindío, quien firmó el acta que dio inicio a su vida administrativa el 1 de julio de 1966 en el Parque de Los Fundadores.

## Trazado
La Avenida inicia en la glorieta de la Avenida 19 de Enero y Las Palmas. Es una vía doble calzada desde la calle 2 hasta la calle 11, luego continúa su trazado únicamente sentido centro-sur con 3 carriles para vehículos particules y otros dos carriles exclusivos para buses. Se eleva sobre la Avenida Ancízar López en el sector de La Cejita, en el complejo vial Misael Pastrana Borrero. Entre las calles 34 y 35 está ubicada la Terminal de Transportes de Armenia. Finaliza su trazado en la glorieta de Tres Esquinas, junto al Coliseo Cubierto del Sur, completando 4 kilómetros de longitud.

## Sitios relevantes en la vía
- Universidad Remington sede Armenia.
- Sena - Centro de Comercio y Turismo.
- Centro Comercial del Café.
- Almacenes de Provisión Agrícola del Comité de Cafeteros del Quindío - Almacén Armenia
- Terminal de Transportes de Armenia.
- Centro de Atención Ambulatoria del Sur.
- Centro Médico del Sur.
- Parroquia San José Obrero.
- Coliseo Cubierto del Sur.